# Enypia nigrovenaria
Enypia nigrovenaria är en fjärilsart som beskrevs av Richard F. Pearsall. Enypia nigrovenaria ingår i släktet Enypia och familjen mätare. Inga underarter finns listade i Catalogue of Life.